# 布爾山
布爾山（英語：Mount Bool）是南極洲的山峰，位於麥克羅伯特森地，處於彼得山和德懷爾山之間，屬於查爾斯王子山脈中阿索斯山脈的一部分，澳大利亞探險隊根據空中照片繪入地圖，現時由南極條約體系管理。